# Bågsåg

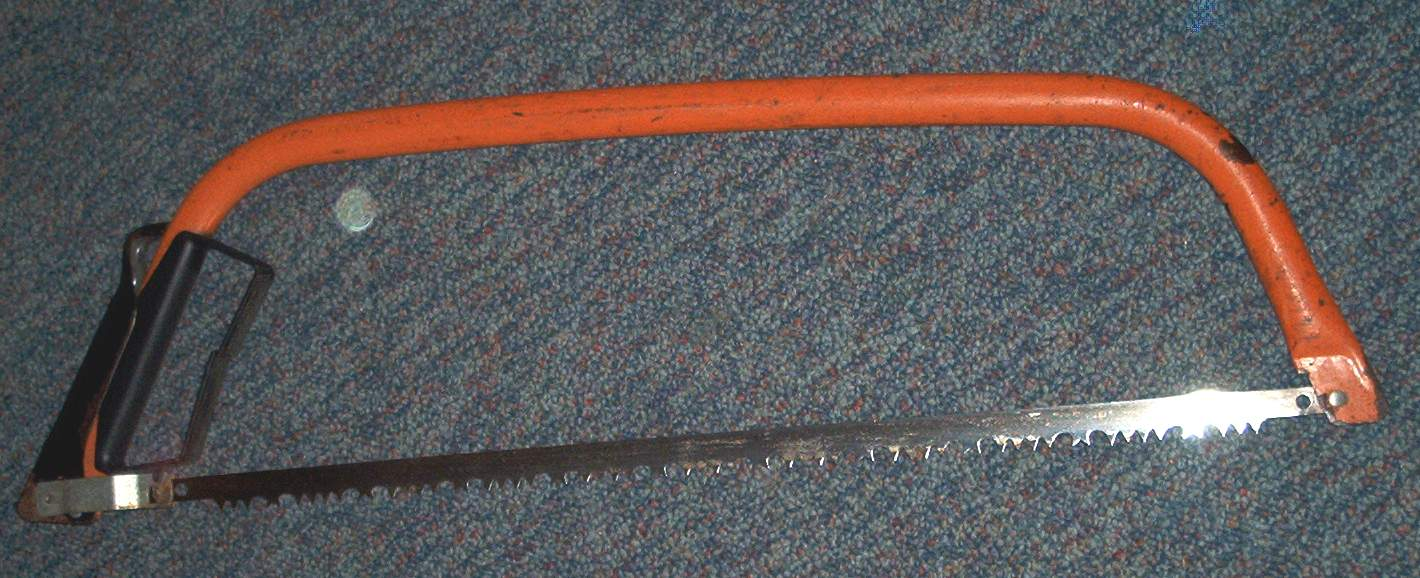
Bågsåg

Bågsåg är en större handsåg med en båge av stål och ett sågblad spänt mellan bågens ändar. I många länder går den under namnet swed-saw eller på tyska schweden-säge.
Bågsågen tog i bruk runt sekelskiftet 1900.
Bågsågen har varit mycket använd till allehanda avverkning vid gallring i skogen samt vid vedsågning. Den har varit var mans egendom bland dem som haft ett småhus eller bondgård. Timmermannen vid byggnadssnickeriet har här haft ett verktyg lämpligt för grovsågning innan det kom elektriska cirkelsågar. Bågsågen fanns i varje vedbod eller torp.
Bågsågen är känd för att vara uppfunnen i esse.